# イーシャー子爵
イーシャー子爵（英: Viscount Esher）は、イギリスの子爵、貴族。連合王国貴族爵位。判事ウィリアム・ブレットが1897年に叙位されたことに始まる。

## 歴史

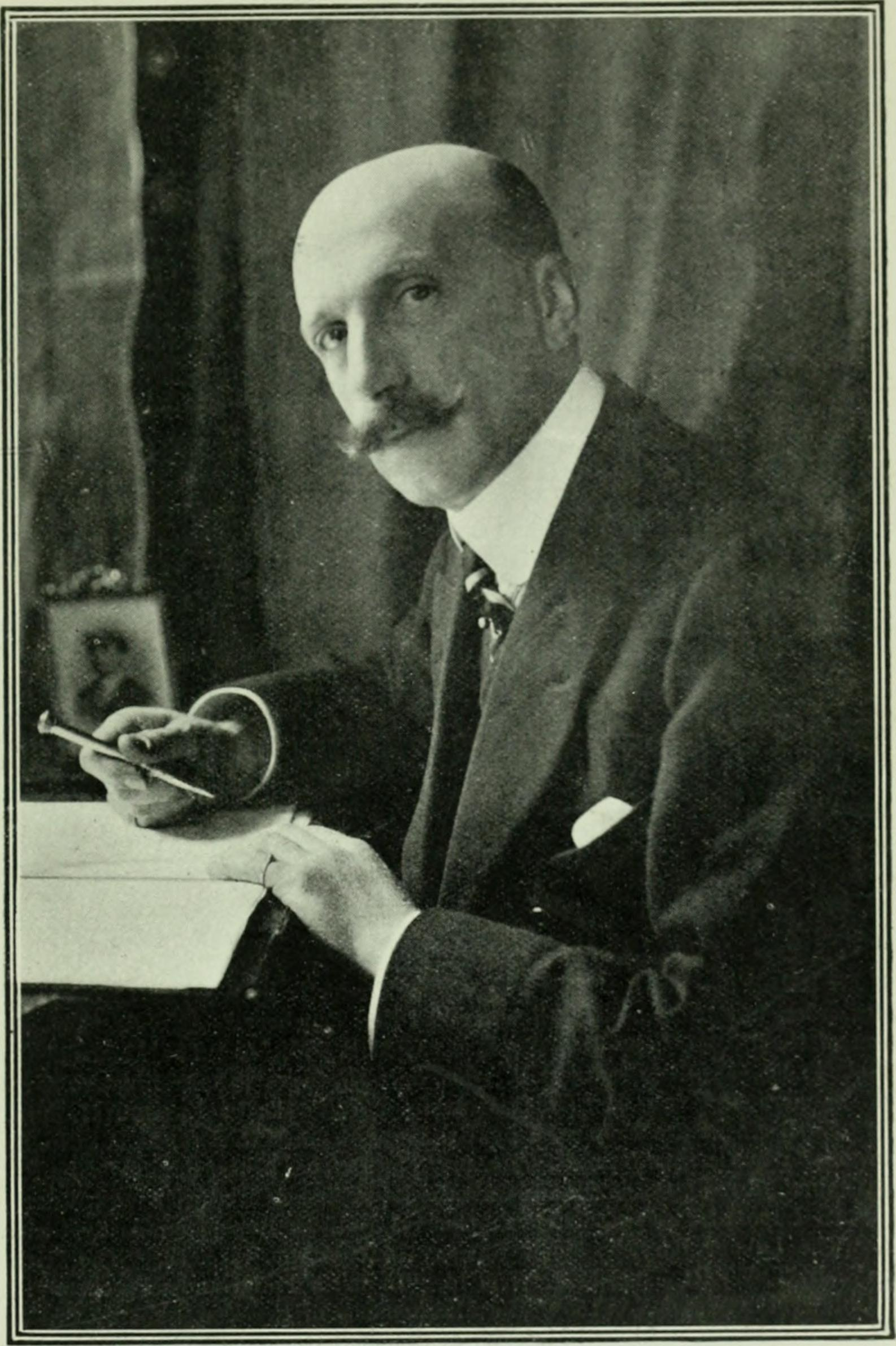
2代子爵、書斎にて。1905年撮影。

その祖ウィリアム・ベリオル・ブレット(1815–1899)は控訴院裁判官を務めた法曹家である。彼は1885年7月24日に連合王国貴族としてサリー州イーシャーのイーシャー男爵(Baron Esher, of Esher in the County of Surrey)に叙された。ウィリアムはさらに控訴院記録長官を退任した1897年11月11日にサリー州イーシャーのイーシャー子爵(Viscount Esher, of Esher in the County of Surrey)に昇叙した。  
2代子爵レジナルド(1852–1930)は自由党の政治家として活動した。政界引退ののちは歴史家として活躍し、エドワード7世やキッチナー卿に関する著作を残した。彼は儀式典礼に明るかったため、エドワード7世即位に際して戴冠式の準備に関わったほか、ウィンザー城主代理に任じられている。  
3代子爵オリヴァー(1881–1963)はナショナルトラスト協会の会長職を務めている。 
4代子爵ライオネル(1913–2004)は建築家として知られ、アーバンデザイナーとしても活躍した。 
その後は彼の息子であるクリストファーが5代子爵クリストファー(1936-)を襲って現在に至っている。  
紋章に刻まれるモットーは、『我らが勝利せり(Vicimus)』。
一族の邸宅は、オックスフォードシャー州ニューイントン近郊のビューフォレスト・ハウス(Beauforest House)。

## 現当主の保有爵位
現当主である第5代イーシャー子爵クリストファー・ライオネル・バライオル・ブレットは、以下の爵位を保有している。
- 第5代サリー州イーシャーのイーシャー子爵(5th Viscount Esher, of Esher in the County of Surrey)
(1897年11月11日の勅許状による連合王国貴族爵位)
- 第5代サリー州イーシャーのイーシャー男爵(5th Baron Esher, of Esher in the County of Surrey)
(1885年7月24日の勅許状による連合王国貴族爵位)

## イーシャー子爵（1897年）

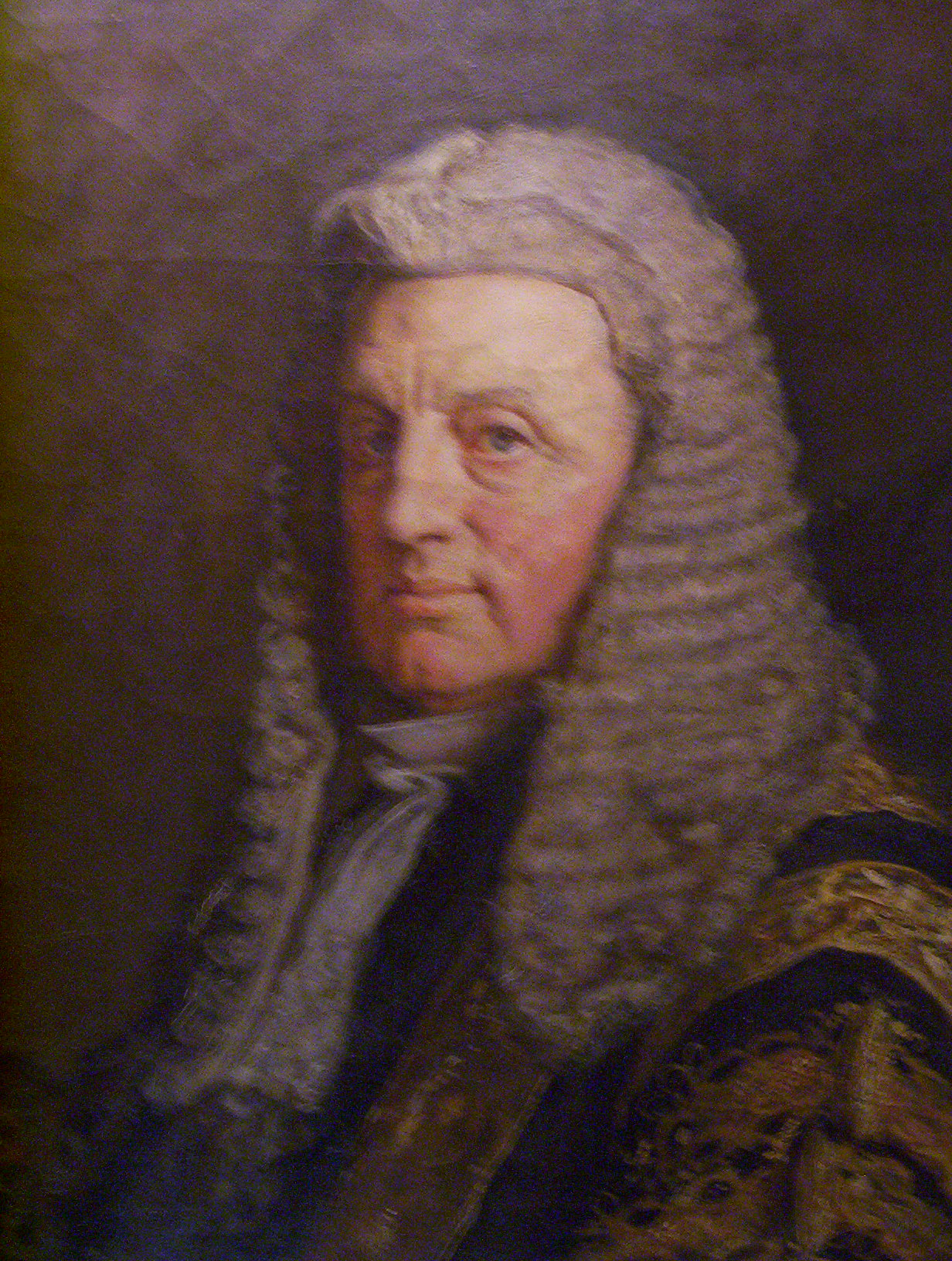
初代イーシャー子爵ウィリアム・ブレット

- 初代イーシャー子爵ウィリアム・ベリオル・ブレット（英語版）(1815–1899)
- 第2代イーシャー子爵レジナルド・ベリオル・ブレット（英語版） (1852–1930)
- 第3代イーシャー子爵オリヴァー・シルベイン・ベリオル・ブレット（英語版）(1881–1963)
- 第4代イーシャー子爵ライオネル・ゴードン・バライオル・ブレット（英語版）(1913–2004)
- 第5代イーシャー子爵クリストファー・ライオネル・バライオル・ブレット (1936-)

爵位の法定推定相続人は、現当主の息子であるマシュー・クリストファー・アンソニー・ブレット閣下 (1963-)。